# Аншютц, Герман
Герман Аншютц (нем. Hermann Anschütz, 12 октября 1802, Кобленц — 30 августа 1880, Мюнхен) — немецкий художник, педагог, профессор Мюнхенской академии художеств. Сын Йозефа Андреаса Аншютца, брат Карла Аншютца.

## Биография
В молодости был связан с Дюссельдорфской художественной школой. Затем обучался в Мюнхенской академии под руководством Корнелиуса.
Позже сам руководил живописным классом Академии художеств. Среди его учеников в Мюнхенской академии были Ян Матейко, Эрнст Циммерман, Франц фон Дефреггер, Дьюла Бенцур, Теодор Горшельт, Ипполит Липинский, Клаудиус Шраудольф и многие др.
Его сын был профессором физики и математики, а внук — инженер Герман Аншютц-Кемпфе, изобретателем гирокомпаса.
Он умер в Мюнхене, где он был похоронен на старом южном кладбище.

## Избранные работы
Автор картин на мифологические сюжеты, пейзажей, портретов. Написал ряд полотен на восточную тематику.
- Нитка жемчуга. 1841
- Полуобнажённая в восточных одеждах (Восточная красавица). 1847

## Галерея
|  |  |  |  |